# علیرضا طهماسبی
علیرضا طهماسبی (زادهٔ ۱۳۴۰ شیراز) مدیر اجرایی ایرانی است. وی مدرک کارشناسی و کارشناسی ارشد خود را در زمینه مهندسی مکانیک از دانشگاه شیراز و مدرک دکترای مهندسی مکانیک خود را از دانشگاه لاوال کانادا کسب کرد.
محمود احمدی‌نژاد در تاریخ ۲۳ مرداد ۱۳۸۴ وی را برای تصدی وزارت صنایع و معادن به مجلس معرفی کرد. وی در مرداد ۱۳۸۶ به عنوان اولین وزیر در کابینه احمدی‌نژاد استعفا کرد و علی‌اکبر محرابیان جایگزین وی شد.

## سوابق مدیریتی و اجرایی[۴]
- محقق پروژه‌های مهندسی مرکز تحقیقات مهندسی جنگ جهاد از سال ۱۳۶۶ تا ۱۳۶۸
- معاونت طرح و برنامه مرکز تحقیقات مهندسی جنگ جهاد فارس از سال ۱۳۶۸ تا ۱۳۷۱
- ریاست مرکز تحقیقات مهندسی فارس از سال ۱۳۷۵ تا ۱۳۷۹
- عضو شورای پژوهشی پژوهشکده مهندسی از سال ۱۳۷۹ تاکنون
- معاونت مهندسی گروه صنعتی جهاد تحقیقات از سال ۱۳۷۹ تا ۱۳۸۲
- مشاور صنعتی و انتقال تکنولوژی وزارت نفت و شرکت پشتیبانی ساخت و کالای نفت از سال ۱۳۸۰ تا ۱۳۸۴
- مشاور صنایع پیشرفته قائم مقام وزیر صنایع و معادن از سال ۱۳۸۲ تا ۱۳۸۴
- عضو شورای پژوهش و سیاست‌گذاری مرکز پژوهش‌های مجلس شورای اسلامی از سال ۱۳۸۳ تاکنون
- رئیس و عضو هیئت مدیره منطقه ویژه اقتصادی برق و الکترونیک شیراز از سال ۱۳۷۷ تا ۱۳۸۴
- رئیس و نایب رئیس هیئت مدیره شرکت ساخت تجهیزات صنعتی جهاد تحقیقات پارس از سال ۱۳۷۵ تا ۱۳۸۴
- نایب رئیس هیئت مدیره شرکت بین‌المللی خطوط لوله پارس(PIPCO) از سال ۱۳۷۵ تا ۱۳۸۴
- مدیریت ارشد و ناظر کلان در پرو‍ژه ساخت کارخانجات نیشکر از سال ۱۳۸۲ تاکنون
- مدیریت ارشد ارزیابی در دو پروژه طراحی و احداث خطوط توسعه کارخانجات ایران خودرو و سایپا (خط رنگ و مونتاژ)
- مدیریت ارشد در ساخت تجهیزات واحدهای اوره- آمونیاک ۱و ۲ در بندر عسلویه از سال ۱۳۸۱ تا ۱۳۸۴
- عضو ارشد تیم تهیه‌کننده طرح‌های توسعه میادین نفتی زاگرس جنوبی از سال ۱۳۸۳ تاکنون

## جوایز
- برنده لوح بهترین مقالات دانشجویی-پژوهشی از دانشگاه‌های تورنتو و لاوال کانادا ۱۹۹۶
- اخذ لوح و جایزهٔ بهترین مدیرهای تحقیقاتی کشور در سال ۱۳۷۷